# Antillonerius bistriatus
Antillonerius bistriatus är en tvåvingeart som först beskrevs av Samuel Wendell Williston  1896.  Antillonerius bistriatus ingår i släktet Antillonerius och familjen Neriidae. Inga underarter finns listade i Catalogue of Life.